# 곽예지
곽예지(1992년 9월 8일 ~ )는 대한민국의 양궁 선수이다.

## 학교
- 대전태평초등학교
- 대전체육중학교
- 대전체육고등학교

## 생애
대전태평초등학교 4학년 때 양궁 시작. 대전체육중학교 졸업. 2007년 국가대표. 대전체육고등학교 졸업. 2009년 국제양궁연맹(FITA) 양궁월드컵 대회 여자 개인전.단체전 금메달. 2009년 9월 제45회 세계양궁선수권대회 리커브 여자 단체전 금메달. 2010년 하계 청소년 올림픽 여자 개인전 금메달. 랭킹 라운드에서는 670점을 기록해 주니어 세계 신기록을 수립했다.

## 기타
- 2007년 국가대표에 선발될 때 만 15세 2개월이었다. 김수녕이 갖고 있던 최연소 국가대표 선발 기록을 1년 가까이 단축시켰다.